# Melito di Porto Salvo
Melito di Porto Salvo är en ort och kommun i storstadsregionen Reggio Calabria, innan 2017 provinsen Reggio Calabria, i regionen Kalabrien i Italien. Kommunen hade 11 240 invånare (2017).